# تظاهر

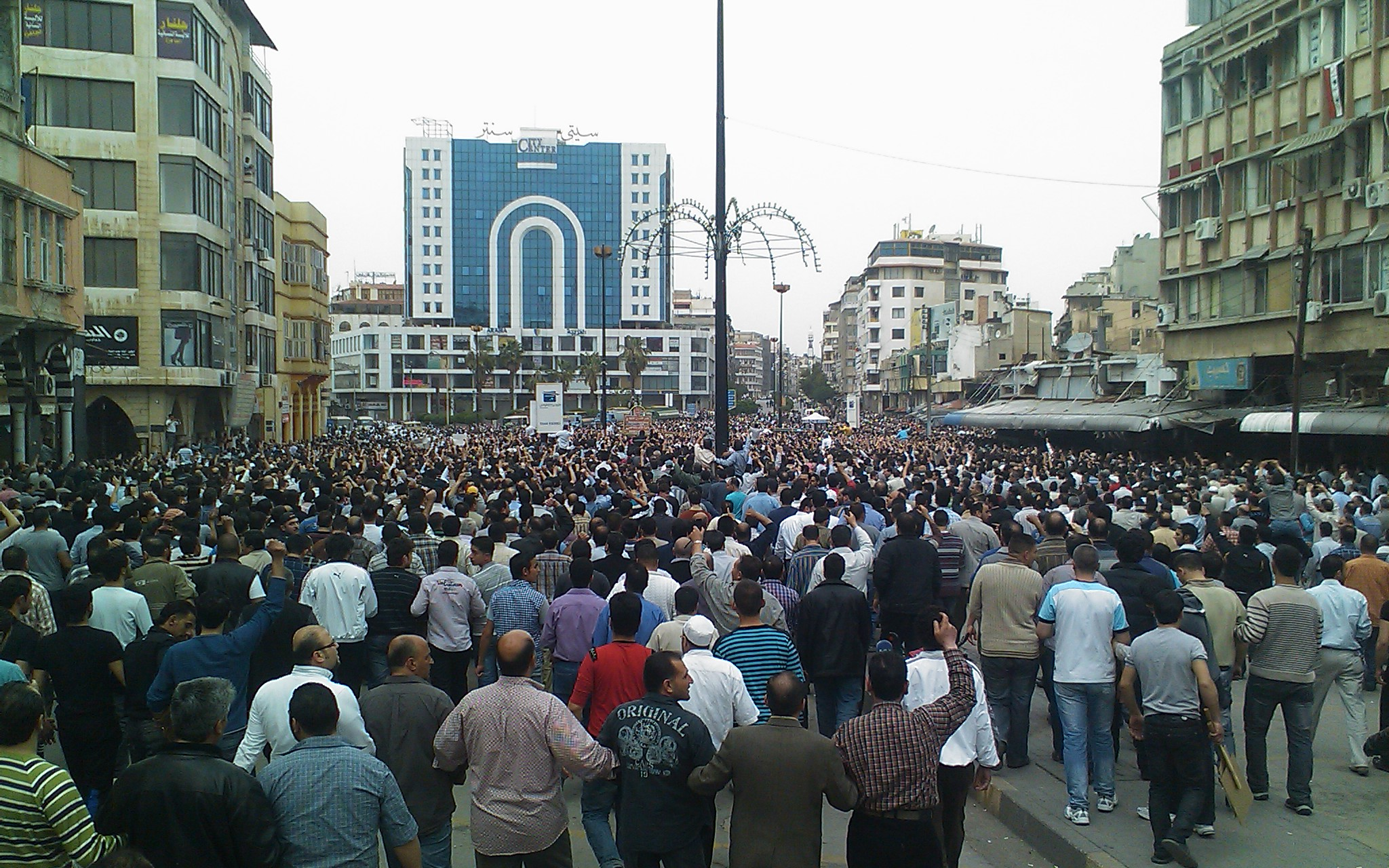
مظاهرة حاشدة في مدينة حمص السورية.

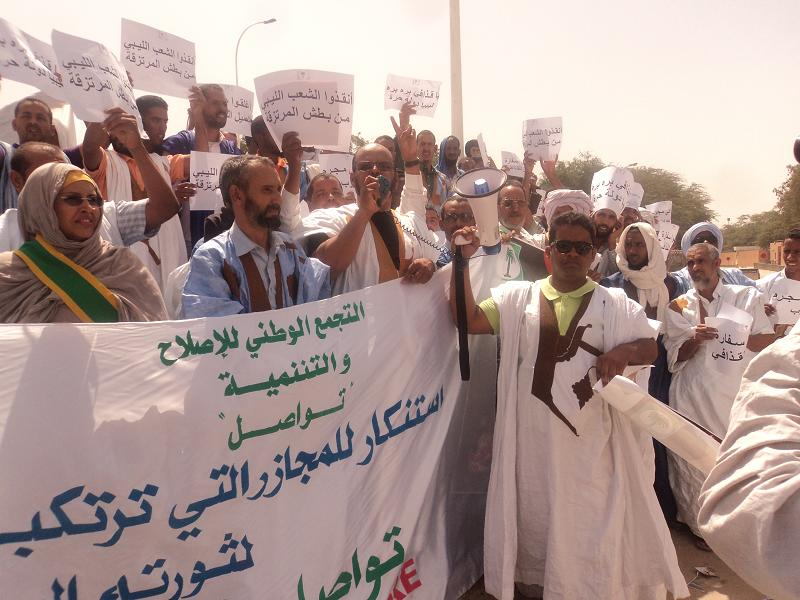
مظاهرة في موريتانيا للتضامن مع الشعب الليبي أثناء ثورته على القذافي.

التظاهر (في مظاهرة أو تظاهرة) تعبير عن الرأي مجموعاً بضغط من أجل تحقيق مطلب، للمواطن، كأحد أشكال المشاركة السياسية. والتظاهر فعل سياسي جماعي، كما أنه يتطلب تنظيماً وتحديداً للأولويات، وتلك من السمات المهم تواجدها في أي مجتمع. وقد يكون هدف التظاهر التأييد أو الاحتجاج.
يمكن الإشارة إلى أفعال أخرى كالحصار والاعتصامات على أنها تظاهرات سياسية. قد تكون المظاهرات سلمية أو عنيفة (عادة ما يصفها المشاركون فيها باسم «النضال»)، أو قد تبدأ على نحو سلمي وتتحول إلى عنيفة اعتمادًا على الظروف. قد تتدخل شرطة مكافحة الشغب أو غيرها من أشكال إنفاذ القانون في بعض هذه التظاهرات إما لمحاولة منع الاحتجاج أو لمنع الاشتباكات بين الجماعات المتنافسة أو لمنع انتشار المظاهرة وتحولها إلى أعمال شغب.

## حق التظاهر
حق التظاهر منصوص عليه في مواثيق حقوق الإنسان الدولية كحق أساسي، وهو جزء من حق «التعبير عن الرأي»، وأيضاً جزء من حق «المشاركة السياسية». وسبب اعتباره حق ليس إيماناً بأن الإنسان يولد به، بل سببه تطورات سياسية شهدتها أوروبا منذ القرن الثالث عشر - منها الميثاق الكبير في بريطانيا الذي قيّد حقوق الملك وزوّد حقوق المواطن. ومع الثورة الفرنسية تكرر الأمر بصورة أوضح، عند ولادة ميثاق حقوق الإنسان والمواطن سنة 1789، والذي أعطى حقوق أوسع للمواطن منها «حقوق التعبير»، كما تكرر في ثورات أخرى (منها إعلان الولايات المتحدة الأمريكية) مما أعطى حق التظاهر اليوم صبغة عالمية.

## تاريخيًا
استُخدم هذا المصطلح منذ منتصف القرن التاسع عشر، بالإضافة إلى مصطلح «اجتماع القوة المهددة»، الذي صيغ في البداية للإشارة إلى تجمعات المتظاهرين الضخمة المستوحاة من دانيال أوكونل (1775-1847) في أيرلندا. تعتبر المظاهرات شكلًا من أشكال النشاط، وعادة ما تكون على هيئة تجمع الأشخاص في مسيرة أو المشي فيها. بالتالي، تتجلى أهمية رأي ما من خلال التجمع في حشد مؤيد لهذا الرأي.
قد تساهم المظاهرات في تعزيز وجهة نظر مرتبطة بقضية عامة (سواء كانت إيجابية أو سلبية)، ولا سيما فيما يتعلق بالظلم الملحوظ أو العدالة الاجتماعية. يرتبط نجاح التظاهرات السياسية بعدد الأشخاص المشاركين فيها. تفيد الأبحاث أن المظاهرات المناهضة للحكومة تحدث على نحو متكرر في الدول الغنية أكثر من الفقيرة.

كتب المؤرخ إريك هوبسباوم عن المظاهرات:
علاوة على الجنس، يتجسد النشاط الذي يربط التجربة الجسدية بالعاطفة الشديدة إلى أقصى حد بالمشاركة في مظاهرة حاشدة حين يتمتع الجمهور بحماس كبير. على النقيض من الجنس، ذو الطبيعة الفردية، فإن التظاهر جماعي بطبيعته، وكما هو الحال مع الجنس، فإن التظاهر يعني ممارسة بعض الأفعال الجسدية –المسيرة وترديد الشعارات والغناء– التي يتجلى اندماج الفرد مع الجماعة خلالها، وهو جوهر التجربة الجماعية.

## أشكال
للتظاهرات السياسية العديد من الأشكال، والتي تنطوي على مجموعة متنوعة من العناصر، ومنها:
- المسيرات، والتي تكون على هيئة موكب يسير على طول طريق محدد.
- التجمعات، حيث يجتمع الأشخاص للاستماع إلى المتحدثين أو الموسيقيين.
- الإضرابات، حيث يحيط الأشخاص بمنطقة معينة (وغالبًا ما يكون رب العمل هو المستهدف).
- الاعتصامات، وفيها يحتل المتظاهرون منطقة ما لفترة محددة أو إلى أجل غير مسمى، إلى حين معالجة قضاياهم أو إقناعهم بالمغادرة أو إرغامهم على ذلك.
- الاحتجاج بالتعري، وفيها يحتج الأشخاص وهم عراة –قد يستسلم الخصم قبل حدوث المظاهرة لتجنب الإحراج.

قد تكون المظاهرات أحيانًا تجمعات عفوية، أو قد تلجأ بعض الحركات لها باعتبارها خيارًا تكتيكيًا. غالبًا ما تشكل المظاهرات جزءًا من حملة أكبر للمقاومة السلمية، ويشار لها كذلك باسم المقاومة المدنية. عمومًا، يجري تنظيم المظاهرات في الأماكن العامة، فضلًا عن إمكانية تنظيم المظاهرات الخاصة، ولا سيما في حال رغبة المتظاهرين في التأثير على آراء مجموعة صغيرة أو محددة جدًا من الأشخاص. غالبًا ما تكون المظاهرات على هيئة تجمعات بدنية، مع إمكانية تنظيمها افتراضيًا أو عبر الإنترنت.
تتناول المظاهرات مواضيع القضايا السياسية والاقتصادية والاجتماعية. فيما يتعلق بالقضايا المثيرة للجدل، قد تنظم مجموعة من الأشخاص المعارضين مظاهرة مضادة بهدف المعارضة وطرح الرأي الآخر. قد تتحول الاشتباكات بين المتظاهرين ومعارضيهم إلى أعمال عنف.
تنظم حكومات بعض الدول مظاهرات تُعرف باسم المظاهرات الرسمية. اندلعت العديد من المظاهرات الرسمية في مجموعة من الدول، كجمهورية إيران الإسلامية وجمهورية الصين وجمهورية كوبا والاتحاد السوفيتي والأرجنتين، وغيرها من الدول.

## القوانين المنظمة
التظاهر ليس حقاً مطلقاً بل هو حق ينظمه قوانين خاصة بكل بلد، تنظم المكان والتوقيت والفترة -غالباً من خلال لجنة متخصصة.

### مصر
وضعت القوانين الأساسية المنظمة لحق التظاهر في مصر ابتداءً من سنة 1914 ومعظمها وضعت خلال الربع الأول من القرن الماضي (أي خلال فترة الاحتلال الإنجليزي لمصر وخلال الحرب العالمية الأولى)، ومنها القوانين رقم 10 لسنة 1914 ورقم 14 لسنة 1923 وقوانين أخرى سنة 1929 و1955- خلاصتها أنّ حق التظاهر في مصر مقيّد وفي يد السلطة التنفيذية أو السلطات الأمنية أكثر مما هو في أيدي سلطة قضائية. وظهرت دعوات بإعادة النظر فيها عقب ثورة 25 يناير.

## مظاهرات تاريخية
- 6 ديسمبر 1986: مظاهرات طلابية شملت مليون طالبا فرنسيا ضد مشروع قانون دوفاكيه، نتج عنه وفاة طالب مراهق يدعى مالك أوسكين (انظر قضية مالك أوسكين).